# 新潟県立高田商業高等学校
新潟県立高田商業高等学校（にいがたけんりつ たかだしょうぎょうこうとうがっこう、英: Niigata Prefectural Takada Commercial High School）は、新潟県上越市中田原にある県立の商業高等学校。通称は「高商」。

## 概要
上越地域唯一のビジネス（商業）教育を学ぶ専門高校である。

## 設置学科
- 総合ビジネス科（2年次から下記の3コースに分かれる）
  - 会計コース
  - ビジネスコース
  - 情報コース

## 沿革
- 1916年（大正5年）4月20日 - 高田市立高田商工学校として開校（商業科、漆工科、家具科の3科を設置）。
- 1926年（大正15年）4月1日 - 県立移管により新潟県立高田商工学校と改称。
- 1927年（昭和2年）11月9日 - 開校式挙行。
- 1934年（昭和9年）
  - 5月22日 - 商業科、工芸科の2科とし、工芸科の内容を木工、漆工の2分科とする。
  - 9月7日 - 県木工指導所併置
- 1943年（昭和18年）4月1日 - 工芸科を募集停止し、木材工芸科・建築科を新設。
- 1944年（昭和19年）4月1日 - 戦時非常措置令により新潟県立高田工業学校と改称し、土木科、機械科を新設、商業科を機械科に転科。
- 1946年（昭和21年）4月1日 - 機械科を商業科に転換復活、木材工芸科を再設、土木科、建築科と合わせ合計4科とする。
- 1947年（昭和22年）
  - 4月1日 - 学制改革により3年以下の生徒は併設中学校へ編入。
  - 12月16日 - 工業科は高田市本城町の現・新潟県立上越総合技術高等学校校舎に移転（商工両科の校舎を分離）。
- 1948年（昭和23年）
  - 4月1日 - 学制改革により高田商工学校の商科は新潟県立高田商業高等学校となる。
  - 5月11日 - 開校式挙行。
- 1951年（昭和26年）12月21日 - 六華商事設立（商業実践活動組織）。
- 1952年（昭和27年）9月1日 - 文部省高等学校産業教育研究指定校（商業実践）。
- 1960年（昭和35年）2月11日 - 定時制課程設立許可。
- 1964年（昭和39年）11月14日 - 新校旗制定。
- 1968年（昭和43年）
  - 3月31日 - 新築移転地買収。
  - 4月1日 - 新潟県立高田南城高校開校により定時制課程の募集停止。
  - 10月1日 - 体育クラブ管理棟竣工。
- 1971年（昭和46年）3月31日 - 商業科特別教室棟竣工。
- 1972年（昭和47年）
  - 1月11日 - 体育館他竣工。
  - 3月31日 - 普通教室棟第1期工事・図書館他竣工。
  - 7月29日 - 普通教室棟第2期工事竣工。
  - 9月4日 - 第1期グラウンド造成工事完成。
  - 9月7日 - 上越市中田原の新校舎に移転。
- 1973年（昭和48年）
  - 8月10日 - 普通科特別教室棟竣工。
  - 9月15日 - 第2期グラウンド造成工事完成。
- 1974年（昭和49年）3月30日 - 管理棟他竣工、フルラボ式語学演習装置設置。
- 1975年（昭和50年）
  - 1月20日 - 超小型電子計算機（FACOM、mateⅡ型）設置。
  - 6月13日 - 文部省高等学校教育課程研究指定校（電子計算機一般）。
- 1976年（昭和51年）
  - 8月9日 - 第58回全国高等学校野球選手権大会（甲子園大会）出場。
  - 12月23日 - 同窓会より創立60周年記念事業として門柱受贈。
- 1977年（昭和52年）11月9日 - グラウンド造成工事完成。
- 1979年（昭和54年）
  - 1月16日 - 小体育館竣工。
  - 12月7日 - 格技場竣工。
- 1980年（昭和55年）9月19日 - プール完成、付属建物竣工。
- 1988年（昭和63年）
  - 1月8日 - 商業科特別教室棟竣工。
  - 4月1日 - 情報処理科設置。
  - 11月1日 - 中型コンピュータシステム設置（NEC、ACOS430／70）。
- 1989年（平成元年）4月26日 - 佐藤記念六華会館落成。
- 1992年（平成4年）2月20日 - 同窓会より創立75周年記念事業として校歌額受贈。
- 1994年（平成6年）4月1日 - いきいきスクール推進事業開始（1994年 - 1995年度）。
- 1996年（平成8年）10月5日 - 新校旗樹立。
- 1998年（平成10年）3月16日 - マルチメディアパソコン設置。
- 1999年（平成11年）3月31日 - パソコン「クライアント・サーバシステム」設置、ワープロ設備更新、校内LANシステム設置。
- 2000年（平成12年）4月1日 - チャレンジ21教育推進事業開始（2000年 - 2001年度）。
- 2004年（平成16年）4月1日 - 商業科、情報処理科を総合ビジネス科に学科改編。
- 2005年（平成17年）8月10日 - チャレンジショップ「Rikka」オープン（開発商品の販売等）。
- 2006年（平成18年）
  - 4月1日 - 文部科学省学力向上拠点形成事業研究指定校（2006年 - 2008年度）。
  - 8月8日 - チャレンジショップ「Rikka」オープン（開発商品の販売、小・中・高・大学の校種間連携の実施）。
  - 11月25日 - 文部科学大臣賞受賞「キャリア教育の充実発展」。
- 2007年（平成19年）7月1日 - 模擬株式会社「Rikka」設立。
- 2010年（平成22年）2月 - 小体育館改修工事竣工。
- 2012年（平成24年）4月 - オンリーワンスクール・ステップアップ事業（2012年 - 2014年度）。
- 2015年（平成27年）7月 - 普通教室・会議室にエアコン設置。
- 2018年（平成30年）6月 - 図書館棟改修工事。
- 2020年（令和2年）4月1日 - 文部科学省地域協働推進校（アソシエイト）指定（2020年 - 2022年度）。人権教育、同和教育県教育委員会研究指定校（2020年 - 2021年度）。

## 部活動
- 運動部 - 野球、陸上競技、サッカー、ソフトテニス（女）、ソフトボール（女）、バレーボール（女）、バスケットボール（女）、バドミントン、卓球
- 文化部 - 吹奏楽、芸術（美術・書道・イラスト）、写真、家庭科、ワープロ、コンピュータ、商業実務

## 教育目標
1. 真理を探求し正義を愛する人間性の確立
2. 個性を伸長し自己の使命を果たし得る人間の養成
3. 勤労を尊び責任を重んずる性格の涵養
4. 自主、独立、創造力に富む資質の開発
5. 健康にして明朗、人間味豊かな人間の育成

## 校歌
作詞：小川保、作曲：梁田貞

## アクセス
- えちごトキめき鉄道妙高はねうまライン南高田駅 徒歩約10分

※バイク通学は届出制、一部の生徒のみ。

## 出身者
- 炭田久美子（バスケットボール指導者）
- 椎木知仁（MyHairisBad）